# جول (خنفر)

تعديل مصدري - تعديل

جول سالم الميوح هي إحدى قرى عزلة جعار بمديرية خنفر التابعة لمحافظة أبين، بلغ تعداد سكانها 844 نسمة حسب تعداد اليمن لعام 2004.